# Een eerlijke dief
Een eerlijke dief (Russisch: Честный вор) is een vertelling van de Russische schrijver Fjodor Dostojevski uit 1848. Een huurder vertelt aan zijn anonieme huisbaas over zijn eigen ervaring met een eerlijke dief.

## Inhoud
De hoofdpersonen zijn:
- Astafi Iwanowitsj, oud beroepsmilitair, kleermaker, verhalenverteller
- Agrafena, huishoudster kokkin en wasvrouw
- Jemeljanoesjka Iljitsj, drankverslaafde klaploper

Na zes jaar bijna volledig haar mond te hebben gehouden jegens haar werkgever, adviseert Agrafena hem het kleine kamertje te gaan verhuren aan een door haar aangezochte kandidaat. Het is een vrolijke verhalenverteller ene  Astafi Iwanowitsj. De anonieme huisbaas fleurt op onder zijn aanwezigheid en na een brutale diefstal van een pelsjas vertelt Astafi hem een verhaal over een ‘eerlijke dief’.
Twee jaar eerder had Astafi op een dag uit een kroeg Jemeljanoesjka Iljitsj, een drankverslaafde klaploper, mee naar huis genomen. Het heerschap ging niet weg en leefde verder op kosten van zijn kroegmaatje. Astafi probeerde hem wel wat minder te laten drinken, maar dat was onbegonnen werk. Op zekere dag ontbrak er een prachtige rijbroek uit de kist van Astafi. Hij verdenkt Jemeljanoesjka ervan de broek in drank te hebben omgezet maar laatstgenoemde ontkent. De sfeer in huis wordt er niet beter op en de klaploper verdwijnt voor enkele dagen. Als hij uitgeput in het te koude portiek wordt teruggevonden is het al te laat. Voedsel, water en een dokter kunnen niets meer voor Jemeljanoesjka doen. Hij sterft, maar op zijn sterfbed biecht hij toch maar op dat hij wel degelijk de rijbroek had gestolen. Astafi zegt hem te vergeven en de dief blaast daarop zijn laatste adem uit.